# Нуглар-Санкт-Панталеон
Нуглар-Санкт-Панталеон (нім. Nuglar-St. Pantaleon) — громада  в Швейцарії в кантоні Золотурн, округ Дорнек.

## Географія
Громада розташована на відстані близько 65 км на північ від Берна, 32 км на північ від Золотурна.
Нуглар-Санкт-Панталеон має площу 6,3 км², з яких на 11,4% дозволяється будівництво (житлове та будівництво доріг), 45,9% використовуються в сільськогосподарських цілях, 42,3% зайнято лісами, 0,5% не є продуктивними (річки, льодовики або гори).

## Демографія
2019 року в громаді мешкало 1488 осіб (+1,5% порівняно з 2010 роком), іноземців було 8,7%. Густота населення становила 235 осіб/км².
За віковим діапазоном населення розподілялося таким чином: 17,9% — особи молодші 20 років, 60,2% — особи у віці 20—64 років, 21,9% — особи у віці 65 років та старші. Було 635 помешкань (у середньому 2,3 особи в помешканні).
Із загальної кількості 202 працюючих 38 було зайнятих в первинному секторі, 47 — в обробній промисловості, 117 — в галузі послуг.